# أنيكا لانغفاد
أنيكا لانغفاد (بالدنماركية: Annika Langvad)‏ (و. 1984  م) هي دراجة دنماركية، ولدت في سيلكيبورج، شاركت في ركوب الدراجات في الألعاب الأولمبية الصيفية 2016، وسباق الدراجات على الطريق للسيدات 2013 ‏، وسباق الدراجات على الطريق للسيدات 2011 ‏، وسباق الدراجات على الطريق للسيدات 2018، وسباق الدراجات على الطريق للسيدات 2019، وطواف العالم للدراجات للسيدات 2019، وسباق الدراجات على الطريق للسيدات 2010 ‏.

## سجل الفوز

### سباقات أو مراحل فاز بها
| التاريخ       | السباق                                                                  | المركز                  |
| ------------- | ----------------------------------------------------------------------- | ----------------------- |
| 01 يناير 2008 | 2008 Denmark National Mountain Bike Championships - Women Cross-country |                         |
| 01 يناير 2008 | 2008 Denmark National Mountain Bike Championships - Women Marathon      |                         |
| 01 يناير 2009 | 2009 Denmark National Mountain Bike Championships - Women Cross-country | الفائز في التصنيف العام |
| 01 يناير 2010 | 2010 Denmark National Mountain Bike Championships - Women Cross-country | الفائز في التصنيف العام |
| 24 يونيو 2010 | سباق الدراجات ضد الساعة للسيدات في بطولة الدنمارك 2010                  | الفائز في التصنيف العام |
| 26 يونيو 2010 | سباق الطريق للسيدات في بطولة الدنمارك 2010                              | الفائز في التصنيف العام |
| 01 يناير 2011 | 2011 Denmark National Mountain Bike Championships - Women Cross-country | الفائز في التصنيف العام |
| 09 يناير 2011 | 2011 Denmark National Cyclo-cross Championships Women RR                | الفائز في التصنيف العام |
| 23 يونيو 2011 | سباق الدراجات ضد الساعة للسيدات في بطولة الدنمارك 2011                  | الفائز في التصنيف العام |
| 01 يناير 2012 | 2012 Denmark National Mountain Bike Championships - Women Cross-country | الفائز في التصنيف العام |
| 01 يناير 2013 | 2013 Denmark National Mountain Bike Championships - Women Cross-country | الفائز في التصنيف العام |
| 20 يونيو 2013 | سباق الدراجات ضد الساعة للسيدات في بطولة الدنمارك 2013                  | الفائز في التصنيف العام |
| 01 يناير 2014 | 2014 Denmark National Mountain Bike Championships - Women Cross-country | الفائز في التصنيف العام |
| 12 يناير 2014 | 2014 Denmark National Cyclo-cross Championships Women RR                | الفائز في التصنيف العام |
| 01 يناير 2015 | 2015 Denmark National Mountain Bike Championships - Women Cross-country | الفائز في التصنيف العام |
| 11 يناير 2015 | 2015 Denmark National Cyclo-cross Championships Women RR                | الفائز في التصنيف العام |
| 01 يناير 2016 | 2016 Denmark National Mountain Bike Championships - Women Cross-country | الفائز في التصنيف العام |
| 01 يناير 2017 | 2017 Denmark National Mountain Bike Championships - Women Cross-country | الفائز في التصنيف العام |
| 01 يناير 2018 | 2018 Denmark National Mountain Bike Championships - Women Cross-country | الفائز في التصنيف العام |
| 01 يناير 2018 | 2018 Denmark National Mountain Bike Championships - Women Marathon      | الفائز في التصنيف العام |
| 01 يناير 2020 | 2020 Denmark National Mountain Bike Championships - Women Cross-country | الفائز في التصنيف العام |
| 01 يناير 2020 | 2020 Denmark National Mountain Bike Championships - Women Marathon      | الفائز في التصنيف العام |

## روابط خارجية
- أنيكا لانغفاد على موقع الاتحاد الدولي للدراجات (الإنجليزية)
- أنيكا لانغفاد على موقع أرشيف الدراجات (الإنجليزية)
- أنيكا لانغفاد على موقع إحصائيات الدراجات الإحترافية (الإنجليزية)
- أنيكا لانغفاد على موقع نسبة الدراجات (الإنجليزية)
- أنيكا لانغفاد على موقع CycleBase (الإنجليزية)
- أنيكا لانغفاد على موقع MTB Data (الإنجليزية)
- أنيكا لانغفاد على موقع أوليمبيديا (الإنجليزية)